# Natação nos Jogos Olímpicos de Verão da Juventude de 2014 - 100 m livres Moças
As provas de natação' dos' 100 m livres de moças nos Jogos Olímpicos de Verão da Juventude de 2014 decorreram a 18 e 19 de Agosto de 2014 no natatório do Centro Olímpico de Desportos de Nanquim em Nanquim, China. A chinesa Shen Duo foi campeã Olímpica, Bernardette Haughey de Hong Kong foi Prata e também pela China, Qiu Yuhan ganhou o Bronze.

## Medalhistas
| Ouro   | CHN Shen Duo            |
| Prata  | HKG Bernardette Haughey |
| Bronze | CHN Qiu Yuhan           |

## Resultados da final
| Pos.              | Linha | Nadadora                | Tempo total | Diferença |
| ----------------- | ----- | ----------------------- | ----------- | --------- |
| Medalha de ouro   | 8     | CHN Shen Duo            | 53.84       |           |
| Medalha de prata  | 1     | HKG Bernardette Haughey | 54.61       | +0.77     |
| Medalha de bronze | 4     | CHN Qiu Yuhan           | 54.66       | +0.82     |
| 4                 | 5     | JPN Ami Matsuo          | 54.75       | +0.91     |
| 5                 | 6     | LTU Rūta Meilutytė      | 55.17       | +1.33     |
| 6                 | 3     | LUX Julie Meynen        | 55.29       | +1.45     |
| 7                 | 2     | RUS Daria Mullakaeva    | 55.69       | +1.85     |
| 8                 | 7     | RUS Daria Ustinova      | 55.88       | +2.04     |